# Drymonia albofasciata
Drymonia albofasciata är en fjärilsart som beskrevs av Hartig 1968. Drymonia albofasciata ingår i släktet Drymonia och familjen tandspinnare. Inga underarter finns listade i Catalogue of Life.